# 고하마촌
고하마촌(일본어: 粉浜村)은 일본 오사카부 니시나리군에 설치되었던 촌이다. 현재의 오사카시에 해당한다.

## 역사
- 1889년 4월 1일 - 정촌제 시행으로 니시나리군 고하마촌(粉浜村)이 발족.
- 1925년 4월 1일 - 고하마촌가 오사카시에 편입, 니시나리구의 일부가 되어 니시나리구 후타하마초가 된다.
- 1943년 4월 1일 - 니시나리구에서 스미요시구로 편입.
- 1974년 7월 22일 - 스미요시구와 스미노에구가 분구. 난카이 본선 동쪽이 스미요시구, 서쪽이 스미노에구가 된다.